# Studienprogramm Chemie
Studienprogramm Chemie war eine 52-teilige Sendereihe, die von Hans-Jürgen Bersch in den Jahren 1975–1982 als Redakteur, Autor und Moderator im ZDF präsentiert wurde. Sie wurde in 4 Staffeln zu je 13 Folgen produziert. Die Deutsche Erstausstrahlung war am 10. Januar 1975 im ZDF. Bei Animationen und eingespielten Filmen ist als Off-Sprecher der ZDF-Nachrichtensprecher Wolfgang Behrendt zu hören. Die Titelmelodie stammt von Gerhard Trede (Electronic Sidewalk 1).
1976 erhielten Hans-Jürgen Bersch, Hans Kuhn (Buch) und Manfred Samal (Regie) für diese Sendereihe den Adolf-Grimme-Preis 1976 mit Bronze.
Eine spätere Nachfolgereihe war die ab 1983 ausgestrahlte 13-teilige Sendereihe Bild(n)er der Chemie.

## Sendungen
| Nr. | Titel                                                    | Erstausstrahlung |
| --- | -------------------------------------------------------- | ---------------- |
| 1   | Kritische Anmerkungen zum Auftakt                        | 10. Jan. 1975    |
| 2   | Aufbruch in die atomare Dimension                        | 17. Jan. 1975    |
| 3   | Ionen – und was sie zusammenhält[4]                      | 24. Jan. 1975    |
| 4   | Im Inneren eines Metalls                                 | 31. Jan. 1975    |
| 5   | Elektronen – Wolken, die Atome verbinden                 | 7. Feb. 1975     |
| 6   | Die Atmosphäre – ist sie für uns Luft?                   | 14. Feb. 1975    |
| 7   | Nach Avogadro sind Gase alle gleich                      | 21. Feb. 1975    |
| 8   | Ein ungewöhnlicher Stoff: gewöhnliches Wasser            | 28. Feb. 1975    |
| 9   | Vergänglicher Stein ..., etwas über Silikate             | 7. März 1975     |
| 10  | Kohlenstoff ... Auf der Straße zum Leben                 | 14. März 1975    |
| 11  | Bausteine des Lebendigen. Moleküle als Werkzeuge         | 21. März 1975    |
| 12  | Chemie des Lebendigen. Moleküle organisieren sich        | 4. Apr. 1975     |
| 13  | Entstehung des Lebens – Moleküle bilden Gesellschaften   | 11. Apr. 1975    |
| 14  | „Eine schöne Verwandtschaft“: die Alkalimetalle          |                  |
| 15  | Fundort Salze – Die Halogene                             |                  |
| 16  | Auf leuchtenden Spuren – Erdalkalimetalle                |                  |
| 17  | Eine geschlossene Gesellschaft – Die Edelgase            |                  |
| 18  | Elektronen – Spuren aus einer fremden Welt               |                  |
| 19  | Magische Zahlen – ohne Magie                             |                  |
| 20  | Weltkarte der Elemente – Das Periodensystem              |                  |
| 21  | Partner für den Wasserstoff                              |                  |
| 22  | Säuren und Basen                                         |                  |
| 23  | Edle und Gemeine: die Hierarchie der Metalle             |                  |
| 24  | Doppelt gebunden, immer auch besser?                     |                  |
| 25  | Elektronen im Kollektiv: Metalle, Halbleiter, Isolatoren |                  |
| 26  | Farben deuten, keine schwarze Kunst                      |                  |
| 27  | Wann und wie läuft was?                                  |                  |
| 28  | (Reaktions-)geschwindigkeit ist keine Hexerei            |                  |
| 29  | Hin und Rück gibt Gleichgewicht                          | 17. Jan. 1980    |
| 30  | Heiß und kalt – mal chemisch                             | 24. Jan. 1980    |
| 31  | Kleiner Zwang – Große Wirkung                            | 31. Jan. 1980    |
| 32  | Unordnung, alles in Ordnung!                             | 7. Feb. 1980     |
| 33  | Chemischer Trieb, meßbar gemacht                         | 14. Feb. 1980    |
| 34  | Nichts geht mehr, im Gleichgewicht                       | 21. Feb. 1980    |
| 35  | Gut aktiviert ist halb reagiert                          | 28. Feb. 1980    |
| 36  | Säurestärke, eine Sache mit Potenzen                     | 6. März 1980     |
| 37  | Der Chemie elektrisch nachgespürt                        | 13. März 1980    |
| 38  | Reaktionstöpfe, mit und ohne Deckel                      | 20. März 1980    |
| 39  | Lebenschemie: Überlebenschemie?                          | 27. März 1980    |
| 40  | Wege zum Produkt                                         |                  |
| 41  | Erde, Erze und so weiter ...                             |                  |
| 42  | "Revolutionen in C" Kohle kontra Erdöl                   |                  |
| 43  | Stein an Stein, Moleküle nach Maß                        |                  |
| 44  | Dimensionen in Weiß                                      |                  |
| 45  | Zwischen Gläsern und Kristallen                          |                  |
| 46  | Moleküle – verknüpft, verknäult, vernetzt ...            |                  |
| 47  | Am Anfang stand Harnstoff                                |                  |
| 48  | Die Natur: Chemie fast ohne Grenzen                      |                  |
| 49  | Heilmittel – Weg zur Natur?                              |                  |
| 50  | Organismen als chemische Fabrik                          |                  |
| 51  | Von der Chemie zum Abfall – und zurück                   |                  |
| 52  | Abrechnen – oder Rechnen mit Chemie?                     |                  |

## Begleitbücher
- Volker Buß, Heindirk tom Dieck, Joachim Rudolph: Einführung in die Chemie, Teil 1; Begleitmaterial zum ZDF-Studienprogramm "Chemie", 192 S. (1975), Verlagsgesellschaft Schulfernsehen, Köln, ISBN 3-8025-1045-3.
- Volker Buß, Heindirk tom Dieck: Einführung in die Chemie, Teil 2; Begleitmaterial zum ZDF-Studienprogramm "Chemie", 231 S. (1977), Verlagsgesellschaft Schulfernsehen, Köln, ISBN 3-8025-1046-1.
- Volker Buß, Heindirk tom Dieck: Einführung in die Chemie, Teil 3; Begleitmaterial zum ZDF-Studienprogramm "Chemie", 240 S. (1979), Verlagsgesellschaft Schulfernsehen, Köln, ISBN 3-8025-1047-X.
- Volker Buß, Heindirk tom Dieck: Einführung in die Chemie, Teil 4, Vom Rohstoff zum Produkt; Begleitmaterial zum ZDF-Studienprogramm "Chemie", 189 S. (1981), Verlagsgesellschaft Schulfernsehen, Köln, ISBN 3-8025-1210-3.